# Fáni Pálli-Petraliá
Fáni Pálli-Petraliá (en grec moderne : Φάνη Πάλλη - Πετραλιά) née en 1943 à Athènes en Grèce, est une avocate et femme politique grecque. Membre du parti Nouvelle Démocratie, elle est ministre du tourisme en 2007 puis ministre de l'Emploi et de la Protection sociale de décembre 2007 à janvier 2009.

## Biographie
Fáni Petraliá appartient à une vieille famille d'Élide qui participe à la guerre d'indépendance grecque et donne de nombreux hommes politiques à la Grèce. Son grand-père, Thános Petraliás (el), est député dans les années 1910 et suit le roi Constantin Ier lors de ses deux exils. Son père, Epaminóndas Petraliás (el), est un sportif (natation, water-polo, ski, etc.), membre du Comité international olympique.
Fáni Petraliá est née en 1943 à Athènes où elle fait ses études de droit. Elle épouse Nikos Pallis avec qui elle a trois filles et un garçon.
Elle est élue membre du parlement hellénique dès 1985 (et constamment réélue jusqu'en 2009) pour la seconde circonscription d'Athènes (Athènes B').
Elle est ministre adjointe de la culture en 1990-1991 puis ministre adjointe à la santé en 1992-1993 dans le gouvernement Mitsotákis ; ministre alternative du tourisme en 2004-2006 puis ministre du tourisme (la première femme à occuper ce poste) en 2007 du gouvernement Karamanlís I. Elle devint ministre de l'emploi et de la Protection sociale en décembre 2007, à la suite de la démission de Vasilios Magginas dans le gouvernement Karamanlís II.
Elle est l'autrice de deux livres : Une Femme moderne, dans une famille moderne, dans une démocratie moderne et Un Pays sans enfant : développement démographique et possibilités.